# Linea U5 (metropolitana di Vienna)
La linea U5 è una linea della metropolitana di Vienna in costruzione, in Austria. Userà una parte del tracciato dell'attuale linea U2 e l'entrata in servizio tra le stazioni di Karlsplatz e Frankhplatz è prevista per il 2026, mentre il completamento fino al capolinea di Hernals non sarà ultimato prima del 2032. Sarà contraddistinta dal colore turchese e sarà la prima linea della metropolitana di Vienna totalmente automatica con treni senza conducente.

## Storia

### Progetti precedenti
Tra il 1966 e il 1967, nella fase di progetto generale della rete di metropolitana, la designazione "linea U5" era stata assegnata a un tracciato che da Hernals andava verso lo stadio e il ponte Stadlauer, passando per Schottenring e Praterstern, ossia un percorso in gran parte corrispondente con quello che sarà in effetti l'ampliamento della linea U2 entrato in servizio nel 2008. Questo progetto iniziale venne abbandonato all'inizio degli anni settanta a favore di un sistema di diramazioni di altre linee per coprire la stessa tratta (idea a sua volta abbandonata nel 1981). Nel 1973, la designazione "U5" fu riassegnata a un'ipotesi di linea tra Meidling Hauptstraße, il Gürtel meridionale e Schlachthausgasse; tuttavia ci si rese conto che questo tracciato sarebbe stato parallelo e sostanzialmente sovrapposto alla linea ferroviaria di transito espresso in fase di sviluppo e anche questo progetto venne alla fine scartato. A partire dal 1986, con l'entrata in servizio della linea U6, rimase quindi un buco nella numerazione delle linee della metropolitana viennese.

### Progetto attuale
Il 27 giugno 2014 le consigliere Renate Brauner e Maria Vassilakou annunciarono il progetto di "scambio di linea U2/U5" insieme con il tracciato previsto. In una prima fase la linea U5 prenderà il posto della linea U2 nella tratta Karlsplatz–Rathaus con una nuova stazione di interscambio Frankhplatz; la tratta rimarrà condivisa tra le due linee fino al completamento del prolungamento in direzione sud della linea U2, che a quel punto userà solo il nuovo tracciato con la stazione Rathaus come nodo di interscambio.  
La cerimonia di inizio dei lavori si è svolta l'8 ottobre 2018 presso Matzleinsdorfer Platz e l'apertura della linea è prevista per il 2025 e inizialmente condividerà parte del percorso con la linea U2. In seguito la linea U5 verrà prolungata da Fankhplatz con la realizzazione delle stazioni Arne-Karlsson-Park, Michelbeuern, Elterleinplatz con capolinea alla stazione di Vienna-Hernals.
La linea U5 sarà contraddistinta dal colore turchese, scelto ad agosto 2014 tramite votazione on-line.
Il 2 giugno 2015 è stato annunciato che la U5 sarà la prima linea della metropolitana di Vienna caratterizzata da convogli senza conducente, con treni di tipo X-Wagen prodotti da Siemens Austria, che possono essere utilizzati in modalità semi-automatica anche per le linee U1, U2, U3 e U4 .
A novembre 2017 il comune di Vienna ha annunciato un ritardo di un anno rispetto al piano di lavoro iniziale, a causa della presidenza di turno del Consiglio dell'Unione Europea da parte dell'Austria nel 2018, periodo durante il quale sono stati sospesi i lavori sulle direttrici di traffico principali di Vienna. A novembre 2018 è stata annunciata una nuova gara di appalto per i contratti di costruzione delle tratte tra il municipio e la futura stazione della linea U5 Frankhplatz e della linea U2 tra Matzleinsdorfer Platz e Neubaugasse, il che ha comportato un ulteriore anno di ritardo, facendo slittare le previsioni di apertura della prima tratta della linea U5 al 2025 e della nuova U2 per Matzleinsdorfer Platz al 2027.
A dicembre 2020, il consigliere comunale Peter Hanke ha confermato un aumento dei costi e un conseguente ulteriore ritardo; per la prima tratta si prevede una spesa di circa 2,1 miliardi di euro e le aperture della linea U5 e del prolungamento della linea U2 sono state posticipate rispettivamente al 2026 e al 2028.

### Ulteriori sviluppi
In direzione ovest è allo studio un prolungamento della linea verso il quartiere di Dornbach fino a Güpferlingstraße, con interscambio con le linee tranviarie 2 e 10 che già servono la zona.
Inizialmente era stato preso in considerazione anche un prolungamento in direzione sud da Karlsplatz a Gudrunstraße ma il progetto è stato abbandonato perché la realizzazione delle gallerie avrebbe comportato la chiusura provvisoria del Musikverein nonché problemi di sicurezza dato che il percorso avrebbe dovuto passare sotto le sedi delle ambasciate e infine che il collegamento con la stazione S-Bahn di Rennweg sarebbe stato troppo difficoltoso; questa decisione taglia fuori dal collegamento via metropolitana le nuove aree in sviluppo nei quartieri di Aspanggründe e Sonnwendviertel.

## Caratteristiche
Il design delle stazioni della linea U5 è stato realizzato dai due studi viennesi Franz e YF e presentato al pubblico il 9 luglio 2015. Il concetto riprende gli stilemi già usati per le linee U1 e U4 ed è incentrato sul colore che contraddistingue la linea, il turchese. La pavimentazione sarà in granito, mentre le pareti e i soffitti saranno realizzati in lamiera d'acciaio smaltata e pannelli in alluminio. In considerazione del fatto che la linea sarà totalmente automatica e senza conducente, tutte le banchine saranno dotate di una barriera di sicurezza con porte scorrevoli in corrispondenza delle aperture delle porte dei treni. Il tema decorativo di base è stato denominato "accelerazione e frenata" e prevede una pavimentazione delle banchine a fasce colorate di larghezza diversa secondo il livello di luminosità. Gli ingressi saranno caratterizzati dall'alternanza di pannelli in acciaio verniciato di bianco e lastre in vetro di larghezza decresente a mano a mano che ci si addentra nella stazione, il tutto attraversato da una linea diagonale inclinata nella direzione delle banchine di accesso ai treni.
L'unica stazione che verrà realizzata interamente da zero con il nuovo design sarà quella di Frankhplatz; per le stazioni ora servite dalla linea U2 e che passeranno alla linea U5 (Karlsplatz, Museumsquartier, Volkstheater e Rathaus) gli interventi si limiteranno all'adeguamento al colore della nuova linea e all'installazione delle barriere di sicurezza a porte scorrevoli lungo i marciapiedi di accesso ai treni.

## Percorso
Il diagramma seguente riporta il percorso a progetto e in fase di realizzazione. Fino all'entrata in servizio della linea U5, la tratta Karlsplatz-Rathaus rimane coperta solo dalla linea U2.
| Unknown route-map component "uetKBHFa" |

| Unused urban tunnel straight track |

| Urban tunnel unused stop on in-use track |

| Urban tunnel unused stop on in-use track |

| Urban tunnel unused stop on in-use track |

| Urban tunnel unused stop on in-use track |

| Urban tunnel unused stop on in-use track |

| Unknown route-map component "uxtABZg+l" |

| Unknown route-map component "utINT" |

| Unknown route-map component "utINT" |

| Urban tunnel stop on track |

| Urban End station in tunnel |

## Critiche
Le critiche principali riguardano, oltre ai costi di realizzazione, l'effettiva utilità della linea; secondo alcuni critici, lo stesso volume di traffico potrebbe essere smaltito dalla rete tranviaria, potenziando la linea 43 e ripristinando la linea 13. Su questo aspetto, Wiener Linien ha precisato che il potenziamento auspicato della linea 43 non è fattibile perché già adesso la linea di tram opera alla massima frequenza sostenibile senza rischio di blocco per sovrapposizione con le altre linee. A questa posizione, gli oppositori obiettano che si potrebbero usare tram con vetture più capienti o di lunghezza maggiore, facendo notare che la lunghezza dei tram che operano sulla linea 43 è stata ridotta.
La sezione viennese del Partito Popolare Austriaco ha criticato sia i costi che i ritardi di realizzazione e a dicembre 2020 questo ha portato il consiglio comunale a una revisione dei conti.
Altro elemento di perplessità è la presunta mancanza di prospettive di sviluppo urbano per le aree che verranno raggiunte dalla nuova linea. A questo proposito, l'ufficio di sviluppo e pianificazione urbana (MA18) ha stimato che nella sola zona di Hernals la popolazione crescerà dai 50 867 abitanti del 2005 ai 65 589 nel 2035, con un incremento di oltre 14 000 unità concentrate principalmente nel quartiere di epoca guglielmina tra il Gürtel e la periferia. Per quanto riguarda le zone tra Michelbeuern e la stazione di Hernals che saranno servite dalla linea U5, la previsione è che il numero dei residenti passi dai 71 551 censiti nel 2011 ai 91 652 stimati per il 2035, con un incremento di oltre 20 000 unità. Il ramo occidentale della linea U5 servirebbe quindi un'area densamente popolata di quasi 100 000 persone su tre distretti, in zone finora poco considerate nei piani di sviluppo urbano.